# 中国人民解放军空军徐州场站
中国人民解放军空军徐州场站，位于江苏省徐州市铜山区黄集镇，隶属中国人民解放军东部战区空军某部。

## 沿革
空军徐州机场的原址位于徐州市大郭庄地区。设有中国人民解放军空军徐州场站。2008年，空军徐州机场迁建工作启动。2012年5月，国务院、中央军委批准迁建空军徐州机场工程项目。2015年11月20日，济南军区空军在徐州举行“空军徐州机场迁建工程”奠基仪式，新址位于铜山区黄集镇。空军徐州机场迁建项目是徐州市“三重一大”重点项目，原大郭庄地区的空军徐州机场位于徐州市主城区、新城区、铜山区交界处，搬迁后可腾出大郭庄的机场及周边土地面积约4平方公里，加强徐州市的交通联系。大郭庄机场原址可规划成为徐州市中央活动区。

## 历任领导
| 站长 | 政治委员 |